# František Štambacher
František Štambachr, född den 13 februari 1953 i Čebín, Tjeckien, är en tjeckoslovakisk fotbollsspelare som tog OS-guld i fotbollsturneringen vid de olympiska sommarspelen 1980 i Moskva.
Europamästare 1976.